# Пауль Рорбах
Рорбах Пауль (нім. Paul Rohrbach, 1869—1956) — євангельський теолог, історик, політичний публіцист, знавець Східної Європи і подорожник.

## Життєпис
Народився в Курляндії, за походженням балтійський німець.
У кінці 1890-х і початку XX століття для правлячих кіл кайзерівської Німеччини доктрину відторгнення від Російської імперії західних територій сформулював саме Пауль Рорбах. Він входив до кола засновників окультного товариства «Туле» (поряд з Карлом Гаусгофером, Карлом Хаусхофером, Феліксом Нідієром і Дітріхом Еккартом), члени якого згодом створили Націонал-соціалістичну робітничу партію. Його інтелектуальний вплив у питаннях східної політики наклав визначний відбиток на правлячі кола Німеччини. А факт його дружби з заступником начальника генерального штабу генералом Людендорфом, що зіграв не останню роль у знищенні Російської імперії, вже сам по собі говорить багато про що. Напередодні І Світової війни Рорбах був одним із головних експертів німецького військового відомства і МЗС з російського питання.
У 1917 р. він опублікував роботу під назвою «Наша військова мета на сході і російська революція» («Unser Kriegsziel im Osten und die russische Revolution»), де виклав ті цілі, яких Німеччина має домогтися, використовуючи війну і російську революцію. Оскільки відкрита анексія (приєднання) Німеччиною західних областей Росії на той момент у Європі не віталася, Рорбах вважав, що Литва, Курляндія, Ліфляндія й Естляндія можуть отримати державну автономію в межах федеративної Росії. Однак при обов'язковій умові їх повної самостійності у відносинах з Німеччиною. У таких умовах Німеччині буде нескладно згодом приєднати (сепарувати) «Міжєвропу» до «Серединної Європи». Після відторгнення «Міжєвропи» (Польщі, Білорусі та Фінляндії) від Росії остання повинна, на думку Рорбаха, відмовитися від прагнення вийти до відкритих незамерзаючих морів і перенаправити свою геополітичну активність на Схід. В іншому випадку їй не уникнути зіткнення з Європою взагалі і Німеччиною зокрема. Природно, що Рорбах виходив з того, що Росія не буде пристосовуватися до німецьких інтересів. А це значить, що її економічні й торговельні устремління будуть концентруватися як раз там, де бачити їх німці не хочуть. Таким чином, на думку Рорбаха, якщо Україна залишиться об'єднаною з Росією, то стратегічні цілі не будуть досягнуті. Навіть за умови відторгнення від Росії Прибалтики, Польщі, Білорусі та Фінляндії російська загроза для Німеччини не буде усунена. А це означає, що Німеччина і створена нею «Серединна Європа» не встоять у боротьбі з Росією. Тому, як вважав Рорбах, українське питання — це не внутрішньополітичне питання Росії, а питання світової політики: «Усунення російської небезпеки, якщо час сприятиме цьому, піде шляхом відділення України від Росії, або ця небезпека взагалі не може бути усунута». Саме тому вся військова та дипломатична діяльність Німеччини, на думку Рорбаха, має бути спрямована на розчленування Росії. Необхідно відмовитися від політики, згідно з якою Росія вважається єдиною державою. Навпаки, треба встановлювати відносини з тими елементами в Росії, які діють на користь її розпаду.
Рорбах — доктор г. к. Українського вільного університету й почесний президент (з 1952 року) Німецько-українського товариства у Мюнхені, яке Рорбах заснував спільно із Акселєм Шмідтом.
Про Рорбаха написано монографії: «Dem Andenken Paul Rohrbachs», y «Deutsch-Ukrainische Herder-Gesellschaft» (1959).